# Starozolotovski
Starozolotovski (del ruso: Старозолотовский) es un jútor del raión de Konstantínovsk del óblast de Rostov del suroeste de Rusia. Se halla en la orilla derecha del río Don, próximo a la desembocadura en él del Séverski Donets. Su población en 2010 era de 44 habitantes.
Pertenece al municipio urbano de Konstantínovsk.

## Historia
En los mapas del Ejército Rojo de Obreros y Campesinos (RKKA) de 1941 aparece como Starozolotovskaya.

## Lugares de interés
En la localidad se hall la Iglesia del Icono de la Santa Madre de Dios "Ostrobrámskaya", construida inicialmente en 1763.
En 2017 se creó un museo etnográfico al aire libre sobre la vida de los cosacos, tras el rodaje de la película El Don Apacible.

## Nacidos en la localidad
- Yelena Blinova (1902-1990), Heroína del Trabajo Socialista.